# Eratigena incognita
Espèce
Synonymes
- Tegenaria incognita Bolzern, Crespo & Cardoso, 2009

Eratigena incognita est une espèce d'araignées aranéomorphes de la famille des Agelenidae.

## Distribution
Cette espèce est endémique du Portugal.

## Publication originale
- Bolzern, Crespo & Cardoso, 2009 : Two new Tegenaria species (Araneae: Agelenidae) from Portugal. Zootaxa, no 2068, p. 47-58.